# Ortalis squamata
La chachalaca escamada (Ortalis squamata) también denominada comúnmente yacú escamado o aracuá, es una especie de ave del género Ortalis, de la familia Cracidae. Habita en selvas del centro-este de América del Sur. 
Fue considerada como una subespecie de Ortalis guttata, pero a la luz de diferencias vocales, morfológicas y consideraciones biogeográficas, en una mejor aproximación hacia el concepto de especie biológica, y teniendo en consideración las formas prevalecientes en la constitución de los límites entre el resto de las especies del género (del cual se  postuló que todos sus integrantes podrían ser considerados como formando una única superespecie), fue reconocido su carácter específico.

## Taxonomía y distribución
Esta especie fue descrita en el año 1829 por el cirujano, botánico y naturalista francés René Primevère Lesson. 
Habita en el sudeste del Brasil hasta el estado de Río Grande del Sur. Según Nores se encontraría también en el nordeste del Uruguay, si bien no es citada en ninguna publicación sobre la avifauna del país. Asimismo también fue publicado su registro en la provincia de Misiones, en el nordeste de la Argentina, aunque esto fue considerado poco probable por Chébez.
Durante el siglo XX fue considerada por muchos autores como una buena especie, pero por otros como una subespecie de la disyunta Ortalis guttata, la cual habita en las estribaciones orientales andina y en la cuenca amazónica. En el año 2012 se propuso nuevamente su reconocimiento específico, lo cual fue aceptado por la mayoría de los taxónomos.

### Características que la diferencian de otrasOrtalis
Diferencias cromáticas
En O. squamata, el plumaje posee un patrón cromático dorsal es más marrón-rojizo en la espalda y parte dorsal del cuello; y ventralmente es más gris que en O. guttata, siendo en este aspecto intermedio entre O. guttata y O. araucuan, con las plumas del pecho presentando un borde blanco que le da un aspecto escamado.
Diferencias vocales
En O. squamata la nota final del estribillo “cha -cha- lac” es más grave que las dos primeras, en tanto que en O. guttata y O. araucuan cada nota tiende a ser de una frecuencia más similar.
Cuestiones biogeográficas
Las distribuciones de las especies relacionadas no son continuas. O. squamata se distribuye en la selva atlántica del sudeste de Brasil; Ortalis guttata habita en la región amazónica al oriente de la precordillera andina, y  O. araucuan habita en el Brasil nororiental, teniendo de este modo una distribución altamente disyunta, ya que las poblaciones más próximas de Ortalis guttata se encuentran a 1100 kilómetros, y las de O. araucuan se encuentran a 1300 km.